# Mohamed Benouza
Mohamed Benouza (en àrab محمد بنوزة) (Algèria, 26 de setembre del 1972), és un àrbitre de futbol algerià. Benouza és àrbitre internacional FIFA des de 2001. Fins ara ha dirigit partits en grans esdeveniments com el Campionat del Món sub-20 2007 o la Copa Àfrica 2008. El febrer del 2010 va ser assignat per arbitrar al Mundial 2010.